# Pteris microlepis
Pteris microlepis är en kantbräkenväxtart som beskrevs av Pichi-serm. Pteris microlepis ingår i släktet Pteris och familjen Pteridaceae. Inga underarter finns listade.